# Fórmula 750
Fórmula 750 foi a categoria mais potente Campeonato Mundial de Motovelocidade e o mais antigo Campeonato do Mundo de desportos motorizados – o primeiro ano de competição teve lugar em 1949.
A série começou em 1971 como uma colaboração entre a Associação Americana de Motociclistas e a União do Ciclo Automático. A FIM adotou a classe Formula 750 para eventos em 1972. Em 1973, tornou-se uma série britânica. Em 1975, a série foi atualizada para o status de campeonato europeu e, em 1977, alcançou o status de campeonato mundial. A classe de Fórmula 750 foi vista como possivelmente superando a classe do Grande Prêmio de 500cc como a principal divisão de corrida. No entanto, o domínio final de um modelo (a Yamaha TZ750), bem como a classe de produção de superbikes cada vez mais popular, fizeram com que o FIM descontinuasse a classe após a temporada de 1979.

## Campeões
| Ano  | Piloto         | Equipe                 | Construtor | Pneu | Info  |
| ---- | -------------- | ---------------------- | ---------- | ---- | ----- |
| 1973 | Barry Sheene   | Team Suzuki            | Suzuki     | D    | [ 1 ] |
| 1974 | John Dodds     | Jamoto Racing Team     | Yamaha     | D    | [ 2 ] |
| 1975 | Jack Findlay   | Mitsui Racing Team     | Yamaha     | D    | [ 3 ] |
| 1976 | Víctor Palomo  | Team Sonauto Gauloises | Yamaha     | D    | [ 4 ] |
| 1977 | Steve Baker    | Danaher Corporation    | Yamaha     | D    | [ 5 ] |
| 1978 | Johnny Cecotto | Venemotos Racing Team  | Yamaha     | M    | [ 6 ] |
| 1979 | Patrick Pons   | Team Sonauto Gauloises | Yamaha     | M    | [ 7 ] |

## Estatísticas

### Títulos por piloto
| Piloto         | Total | Títulos |
| -------------- | ----- | ------- |
| Barry Sheene   | 1     | 1973    |
| John Dodds     | 1     | 1974    |
| Jack Findlay   | 1     | 1975    |
| Víctor Palomo  | 1     | 1976    |
| Steve Baker    | 1     | 1977    |
| Johnny Cecotto | 1     | 1978    |
| Patrick Pons   | 1     | 1979    |

### Títulos por país
| País           | Total | Títulos    |
| -------------- | ----- | ---------- |
| Austrália      | 2     | 1974, 1975 |
| Inglaterra     | 1     | 1973       |
| Espanha        | 1     | 1976       |
| Estados Unidos | 1     | 1977       |
| Venezuela      | 1     | 1978       |
| França         | 1     | 1979       |

### Títulos por construtor
| Construtor | Total | Títulos                            |
| ---------- | ----- | ---------------------------------- |
| Yamaha     | 6     | 1974, 1975, 1976, 1977, 1978, 1979 |
| Suzuki     | 1     | 1973                               |

### Títulos por equipe
| Equipe                 | Total | Títulos    |
| ---------------------- | ----- | ---------- |
| Team Sonauto Gauloises | 2     | 1976, 1979 |
| Team Suzuki            | 1     | 1973       |
| Jamoto Racing Team     | 1     | 1974       |
| Mitsui Racing Team     | 1     | 1975       |
| Danaher Corporation    | 1     | 1977       |
| Venemotos Racing Team  | 1     | 1978       |

### Títulos por pneu
| # | Pneu     | Total | Títulos                      |
| - | -------- | ----- | ---------------------------- |
| D | Dunlop   | 5     | 1973, 1974, 1975, 1976, 1977 |
| M | Michelin | 2     | 1978, 1979                   |

## Transmissão pela TV para o Brasil

### TV Aberta
A primeira TV brasileira a exibir o Mundial foi a Rede Globo, que em 1987, na volta do Esporte Espetacular, colocou os “melhores momentos” com 18 minutos de duração do GP do Japão.  A partir da etapa seguinte, a Globo firmou parceria com a produtora de eventos PROMESP e transmitiu o restante da temporada.
A narração inicialmente foi feita por Galvão Bueno, posteriormente repassada para Cléber Machado e Eduardo Moreno. Os comentários ficavam por conta de Reginaldo Leme.
A Globo deu continuidade ao projeto, transmitindo a categoria de 1988 a 1995. Já entre os anos de 1996 a 1998, o campeonato foi transmitido pela Band, e em 1999 a Motovelocidade voltou para a TV Globo, onde permaneceu até 2003, quando a categoria saiu da TV aberta e desde então está sem transmissão.

### TV por Assinatura
Na TV fechada, desde a volta ao Grupo Globo em 1999 o SporTV também começou a transmitir a categoria. Inicialmente Sérgio Maurício era o responsável pela narração, e Rodrigo Moattar fazia os comentários. Posteriormente Guto Nejaim e Fausto Macieira assumiram o comando em 2010, ficando como titulares da casa na categoria até o final do contrato em 2020
Em 2020, após negociar com a Band, a Dorna fecha com a Rio Motorsport, que repassou os direitos de transmissão para a Fox Sports Brasil, que estreia na competição em solo brasileiro. Téo José é o responsável pela narração e Edgard Mello Filho fica com os comentários